# Papaipema impecuniosa
Papaipema impecuniosa är en fjärilsart som beskrevs av Augustus Radcliffe Grote 1881. Papaipema impecuniosa ingår i släktet Papaipema och familjen nattflyn. Inga underarter finns listade i Catalogue of Life.